# Marc Wagemakers
Marc Wagemakers (Maaseik, 7 juni 1978) is een Belgische voetballer. Wagemakers begon zijn carrière bij Excelsior Ophoven-Geistingen, een kleine club uit Kinrooi, maar al snel bleek dat hij meer in zijn mars had en werd hij weggehaald door Patro Eisden dat in de 2de klasse actief was. Na daar gegroeid te zijn maakte hij in 2001 de overgang naar KVC Westerlo. Na zeven seizoenen Westerlo maakte hij in 2008 de overstap naar STVV.
Na het seizoen 2010-2011 werd zijn contract bij STVV niet verlengd. In de zomer van 2011 tekende Wagemakers een contract bij Fortuna Sittard voor één seizoen. Vanaf 2012-2013 wordt hij speler/trainer bij Esperanza Neerpelt.
Wagemakers ging naar school in het Heilig Kruiscollege in Maaseik. Na zijn middelbare school ging hij naar de Provinciale Hogeschool Limburg om daar leraar lichamelijke opvoeding te worden. Na het behalen van zijn diploma heeft hij nog een jaar lesgeven gecombineerd met het voetballen in Patro Eisden.
In 2003 trad Wagemakers in het huwelijk. Wagemakers speelt graag gitaar en een van zijn hobby's is rijden met een Vespa. In 2009 werd Wagemakers vader van een dochter en in 2010 werd een zoon geboren.

## Clubs
| Seizoen    | Club                         |
| ---------- | ---------------------------- |
| 1984-1990  | Excelsior Ophoven-Geistingen |
| 1990-2001  | Patro Eisden                 |
| 2001-2008  | VC Westerlo                  |
| 2008-2011  | K. Sint-Truidense VV         |
| 2011-2012  | Fortuna Sittard              |
| 2012-2013  | Esperanza Neerpelt           |
| 2013-heden | Standard Elen                |